# Begraafplaats van Delettes
De Begraafplaats van Delettes is een begraafplaats in de Franse gemeente Delettes in het departement Pas-de-Calais. De begraafplaats ligt aan de Rue du Touquet op 550 m ten noordoosten van het dorpscentrum (Église Saint-Maxime).
Ze heeft een nagenoeg rechthoekig grondplan en wordt omsloten door een haag. De toegang aan de straatzijde bestaat uit een tweedelig metalen traliehek tussen bakstenen zuilen met aan de linkerkant een afzonderlijk hekje. Aan het eind van het middenpad staat een crucifix.

## Brits oorlogsgraf
In de oostelijke hoek van de begraafplaats ligt het graf van de Brits soldaat Alfred Charles Valler. Hij diende tijdens de Eerste Wereldoorlog bij het Bedfordshire Regiment en stierf op 13 juni 1917. Zijn graf wordt onderhouden door de Commonwealth War Graves Commission en staat er geregistreerd onder Delettes Communal Cemetery.